# Теория реконструктивного моделирования стихосложения
Теория реконструктивного моделирования стихосложения — лингвистическая теория, описывающая механизмы порождения и восприятия стиха. Разработана М. А. Красноперовой в 1980—1990 гг. Наиболее полно представлена в монографии «Основы реконструктивного моделирования стихосложения» 2000 г. Получила высокую оценку Ю. М. Лотмана, В. С. Баевского, М. Л. Гаспарова, Л. В. Златоустовойи др.

## Основные положения теории
Аппарат теории РМ содержит систему семиотических и вероятностно-статистических моделей, ориентированную на когнитивное изучение механизмов порождения и восприятия стиха.
Вероятностно-статистические модели являются фоновыми для изучения ритмики стихотворного текста, к ним относятся языковые и стиховые модели размера. Языковые модели строятся на основе ритмического словаря прозы, стиховые — по словарю стиха. Среди стиховых моделей различаются модели, построенные по принципу независимого сочетания ритмических слов (модели независимости), и модели, построенные с нарушением этого принципа: выбор каждого последующего слова в строке зависит от предыдущего (модель зависимости). Среди стиховых моделей также различаются модели зависимости и модели независимости.
Вероятностно-статистические модели образуют поверхностный уровень аппарата РМ по отношению к кибернетическим моделям. Центральной среди кибернетических моделей является модель восприятия и порождения ритмической структуры стихотворного текста (МПВР). На её основе вероятностно-статистическим моделям ставится в соответствие определённый комплекс условия стихосложения. Соответствие или же не соответствие данных вероятностно-статистических моделей показателям стиха получает интерпретацию в теории РМ на базе МПВР.
МПВР является основной центральной моделью РМ и состоит их двух компонентов: механизма рецепции и механизма генерации. В основе механизма рецепции лежит оперативная память, которая воспринимает ритмические строки. В рамках этого механизма происходит процесс взаимодействия состояния оперативной памяти и текущей строки. Главным компонентом механизма генерации является языковая система метра (ЯСМ), которая представляет собой устройство, запоминающее и воспроизводящее ритмические эффекты. В основу ЯСМ положено представление о том, что каждый ритмический текст обслуживает система, которая имеет сходство у всех поэтов, носителей одного языка.

## Развитие теории
Теория РМ привлекает внимание не только филологов, но и математиков. Аппарат данной системы применяется в сравнительном стиховедении, прежде всего, в работах Е. В. Казарцева.